# 1411
1411 (MCDXI) je bilo navadno leto, ki se je po julijanskem koledarju začelo na četrtek.

## Dogodki
- 1. februar - podpisan Prvi torunjski mir, s laterim se je končala poljsko-litovsko-tevtonska vojna

## Rojstva
- Stjepan Tomaš, bosanski kralj († 1461)

## Smrti
- 18. januar - Jošt Luksemburški, moravski mejni grof, brandenburški mejni grof, luksemburški vojvoda, nemški kralj (* 1351)
- 12. april - Robert I., francoski plemič, vojvoda Bara (* 1344)
- 3. junij - Leopold IV. Habsburški, avstrijski vojvoda (* 1371)
- 5. julij - Sulejman Čelebi, osmanski emir Rumelije (*  1377)
- 26. julij - Elizabeta Nürnberška, nemška kraljica (* 1358)
- 4. november - Halil Sultan, sultan Timuridskega cesarstva (*  1384)

Neznan datum
- Erik IV., vojvoda Saške-Lauenburga (* 1354)
- Paolo di Giovanni Fei, italijanski (sienski) slikar (* 1345)